# 1,1,1-三氯-2,2,2-三氟乙烷
1,1,1-三氯-2,2,2-三氟乙烷（1,1,1-Trichloro-2,2,2-trifluoroethane），簡稱CFC-113a，是一種氟氯碳化物（CFC），其化學分子式為Cl3C-CF3。

## 制备
1,1,1-三氯-2,2,2-三氟乙烷可以由1,1,2-三氯-1,2,2-三氟乙烷在320-440 °C，且有氟化铝或氧化铝催化下异构化而成。

## 環境衝擊

### 臭氧層的破壞
本化合物是由東安格利亞大學的團隊發現的四種出現於大氣中的人造化學物質之一。但是CFC-113a是目前唯一還大量存在於大氣層中且仍持續增加的氟氯碳化物（CFC）。CFC-113a 自從1960年開始便不斷地在累積而沒有減少。他真正的來源仍然是個謎，但是有些人懷疑是來自东亚的製造業。在2010年到2012年間，此氣體的排放量已經增加了45%。